# Ângela Almeida
Ângela Almeida (Horta, Azoren, 6 augustus 1959) is een Portugese schrijfster en wetenschappelijk onderzoeker. Almeida woonde tot haar zestiende op de Azoren.
Almeida heeft een doctoraat in de Portugese literatuur, behaald aan de Faculteit der Letteren van de Universiteit van Lissabon. Haar proefschrift ging over  de symboliek van de Azoren en de pinksterbeweging in het literaire werk van Natália Correia. 
Binnen haar oeuvre van 12 gepubliceerde boeken ligt de nadruk op poëzie en essays. In haar wetenschappelijke werk houdt ze zich bezig met de symboliek van mensenrechten in Portugeestalige literatuur en culturen.
David Mourão-Ferreira noemde haar boek O Baile das Luas een klein meesterwerk.
In 2023 werkt Almeida als onderzoeker bij het Centrum voor Lusophone en Europese Literatuur en Culturen, van de Universiteit van Lissabon.